# (6603) Marycragg
(6603) Marycragg est un astéroïde de la ceinture principale.

## Description
(6603) Marycragg est un astéroïde de la ceinture principale. Il fut découvert le 19 mai 1990 à l'observatoire Palomar par Eleanor Francis Helin. Il présente une orbite caractérisée par un demi-grand axe de 2,65 UA, une excentricité de 0,20 et une inclinaison de 16,4° par rapport à l'écliptique.

## Compléments